# Голяк (телесериал)
«Голяк» (англ. Brassic) — британский комедийно-драматический телесериал, премьера которого состоялась 22 августа 2019 года на канале Sky One. Сериал рассказывает о жизни Винсента «Винни» О’Нила (Джозеф Гилган) и его друзей в вымышленном городке Хоули. На момент выхода шоу стало самым успешным комедийным проектом Sky за последние семь лет. 
Первый сезон состоит из шести эпизодов, которые завершились 19 сентября 2019 года, и получил положительные отзывы критиков. Перед выходом первого эпизода было объявлено о продлении сериала на второй сезон, премьера которого состоялась 7 мая 2020 года. Вслед за этим, шоу было продлено на третий сезон, который получил расширенную форму из восьми эпизодов и вышел в эфир 6 октября 2021 года на Sky Max. В августе 2021 года, перед выходом третьего сезона, начались съёмки четвёртого, эпизоды которого вышли 7 августа 2022 года. 
Шоу продолжило развиваться: 28 сентября 2023 года состоялась премьера пятого сезона, а также был выпущен рождественский выпуск в декабре 2023 года. В апреле 2023 года проект был продлён на шестой сезон, съёмки которого начались в середине 2023 года, а премьера запланирована на 2024 год.
Кроме того, проект получил признание за свою уникальную атмосферу, тонкую грань между комедией и драмой, а также за смелые сюжетные повороты и богатую палитру персонажей.

## Сюжет
Сериал рассказывает о жизни Винсента «Винни» О’Нила и его друзей, живущих в городке Хоули. Компания друзей промышляет различными мелкими преступлениями для заработка денег. По словам Джозефа Гилгана, роль стала автобиографичной — его герой Винни страдает биполярным расстройством, так же как и сам актёр.

## Актёры и персонажи
- Джозеф Гилган — Винсент «Винни» О’Нил, главный герой: Винни — неуравновешенный человек. Он борется с биполярным расстройством и страдает от своего несчастного детства. Его мать ушла, когда он был маленьким, и его отец-алкоголик, заботящийся о безопасности, воспитывал его как мог. Винни взорвал свой первый сейф, когда ему было семь лет, и с тех пор выживает. Он живёт один в лачуге в лесу на окраине Хоули. Сочетание сельского уединения и его крепкой дружбы с Диланом и Эрин помогает Винни справляться с жизнью. Он сообразителен и уверен в себе, весьма эксцентричен. Винни эмоционально умен и обладает большой глубиной сострадания к другим. Он регулярно посещает своего врача общей практики, доктора Криса Кокса, который не совсем оказывает ему ту помощь, которую он ищет.
- Дэмьен Молони — Дилан, друг Винни с детства, парень Эрин — влюблён в неё и поддерживает близкие отношения с её сыном Тайлером. Он хорошо играет в покер. Винни Дилану как брат и единственный человек, который его по-настоящему понимает. Дилан упустил шанс поступить в университет, так как не хотел бросать своих друзей, и, к разочарованию Эрин, он так и не повзрослел. Иногда он работает в пабе Кэт, но большую часть времени бездельничает.
- Мишель Киган — Эрин, девушка Дилана, мать 8-летнего ребёнка, хочет получить образование и уехать из городка. Эрин непредубеждённа, вспыльчива и привлекательна. Несчастливое детство привело к фазе дикого ребёнка в подростковом возрасте, которую оставили одну. Забеременела в юном возрасте, однако рождение её сына Тайлера оказалось благословением. По ходу всего первого сезона основным движущим мотивом героини является поиск возможности дать сыну лучшую жизнь. Парень Эрин — Дилан, которого она любит, но он изо всех сил пытается предложить ей стабильность, в которой она нуждается, или будущее, которого она жаждет для себя и Тайлера. Несмотря на то, что она питает слабость к Винни, она осознаёт, что его присутствие мешает ей осуществить её долгосрочные планы.
- Аарон Хеффернан — Эшли «Эш» Деннингс, боец с цыганскими корнями: Эш вырос в таборе пэйви на окраине Хоули. Он происходит из гордой боевой семьи, и, воспитанный своей строгой матерью, он может перейти к крайнему насилию за считанные секунды, что делает его "мускулами" банды Винни. В то время как Эш открыто не стесняется своей сексуальной ориентацией среди парней, он предпочитает скрывать свою истинную гомосексуальность от своей семьи. Парни знают о его проблемах, а Эш и Винни боксируют вместе уже много лет. Эш находит утешение в том, что у него есть друзья, которые полностью принимают его, и именно с парнями он чувствует себя наиболее комфортно.
- Том Хенсон — Лесли Тик по прозвищу «Карди» (сокращённо от «Кардиосклероз»), бесполезный толстяк: Карди — славный парень. Группа ласково называет его «Карди» из-за его ожирения и нездорового питания. Он из большой поместной семьи, и когда родители выгнали его, он переехал в квартиру над шашлычной. Карди неуверен в себе и заботится о своём теле, над ним издеваются из-за его веса и заикания. Карди познакомился с группой через Эша, который защитил его от банды насмешливых подростков. Его роль в группе — роль мальчика на побегушках: приносить снаряжение, отвозить посылки или стоять "на шухере". Он чувствует себя как дома в шашлычной, где является чем-то вроде местного героя и прославленного победителя каждого конкурса по поеданию шашлыка. Другая страсть Карди — его домашний голубь Найджел.
- Парт Такерар — Джейхан «Джей Джей» (JJ) Джовани, автомеханик, торгующий ворованными автозапчастями: Джей-Джей из индийской семьи. Его старшие братья занялись медициной и юриспруденцией, но Джей-Джей пошёл в своего отца, который был белой вороной в семье. После неудачной попытки поступить в колледж, желая произвести впечатление на свою мать, Джей-Джей открыл собственную автомобильную мастерскую в Хоули. Чтобы сохранить более законную сторону своего бизнеса на плаву, он полагается на Винни, который привозит ему сомнительно приобретённые автомобили. Он режет их на куски и продаёт на запчасти. Джей-Джей с радостью участвует в сомнительных сделках, и закрепил за собой в банде место мастера и техника-самородка.
- Райан Сэмпсон — Томмо, директор ночного клуба: Томмо — одиночка, но очень доволен своим образом жизни. У него нет семьи, и он счастливее всего, когда дрочит или трахается. Превратив свою страсть в бизнес, он зарабатывает деньги, проводя закрытые BDSM вечеринки для богатых местных бизнесменов, адвокатов и бандитов. Томмо — человек свободного духа: он делает то, что хочет, когда хочет, и единственный в банде, кого никогда не волнует, что думают люди.

### Второстепенные
- Стив Эветс в роли Джима: Фермер, который позволяет Винни выращивать растения каннабиса в подземном бункере на своей ферме.
- Доминик Уэст в роли доктора Криса Кокса: врач общей практики Винни, с которым у него в конечном итоге завязывается тесная связь. На самом деле он не даёт Винни никаких конструктивных советов, хотя пара соглашается помогать наставлять друг друга, поскольку доктор Крис раскрывает свою одержимость коленями.
- Рут Шин в роли Кэт: Кэт — хозяйка местного паба «Воронье Гнездо», куда ходит группа. Она очень общительна, знает их всех много лет и знает о проблемах каждого.
- Брона Галлахер в роли Кэрол Деннингс: Кэрол — сестра Эша. Она проявляет интерес к Карди, что приводит к отношениям во 2-м сезоне и последующей помолвке.
- Джуд Риордан в роли Тайлера Крофта: Сын Эрин и Винни, который был зачат после пьяной связи на одну ночь. В начале первого сезона он и Винни не знают о личности его отца, которая раскрывается ближе к концу сезона. Эрин называет его «не совсем запланированной, но лучшей ошибкой». Он близок с Диланом, а позже у него отношения отца и сына с Винни во 2-м сезоне.
- Рамон Тикарам в роли Теренса Макканна: Местный профессиональный преступник и бизнесмен, у которого Винни ворует. Он угрожает отрезать Винни пенис, если тот не вернёт ему стоимость украденных товаров, в результате чего Винни инсценирует собственную смерть. Во 2-м сезоне Макканн решает простить Винни и заставляет его работать на него, на удивление довольный фальшивой смертью Винни и бегством от его головорезов.
- Тим Дантей в роли отца Винни: Отец Винни — алкоголик. Он не был идеальным отцом для Винни в детстве, но делал всё, что мог. Он подумывал о самоубийстве во 2-м сезоне после разрыва со своей девушкой Ванессой, опустошив Винни, которая, в свою очередь, отправила его на реабилитацию.
- Энтони Уэльс в роли Джейка: Одноклассник Эрин по колледжу. Он проявляет к ней интерес, который показывает, что у неё есть отношения и она мать. У него завязывается с ней дружба в 1-м сезоне, которая перерастает в отношения во 2-м сезоне, после того как она расстаётся с Диланом. Они заканчиваются, когда его брат Аарон домогается до неё, а затем нападает.
- Джоэнна Хигсон в роли Шугар: Стриптизёрша и подруга Эрин, которая в итоге становится управляющей клубом вместе с ней.
- Джон Уивер в роли констебля Карла Слейтера: Офицер полиции, который является заклятым врагом Винни. Вражда началась в 4 классе, когда Винни распространил ложные слухи о сексуальной связи Карла с пуделем его бабушки.
- Клод Скотт-Митчелл в роли Сары: Девушка Дилана во 2-м сезоне. Он расстаётся с ней после воссоединения с Эрин.
- Оливер Веллингтон в роли Аарона: Брат Джейка, который проявляет интерес к Эрин. Он проявляет к ней сексуальное внимание, хотя она не проявляет к нему никакого интереса; позже он нападает на неё, в результате чего Винни жестоко избивает его.

## Производство

### Развитие
Джозеф Гилган и Дэнни Броклхерст разработали новый комедийный телесериал для Sky One под названием «Без гроша», в котором Гилган исполнит главную роль, а Броклхерст напишет истории и сценарии эпизодов. Он начал вещание в Соединённом Королевстве 22 августа 2019 года, причём первый сезон, состоящий из шести эпизодов, транслировался еженедельно. Перед выходом в эфир первого эпизода программа была автоматически продлена на второй сезон, и продюсеры с оптимизмом ожидали, что она будет критически рассмотрена в положительном ключе. Они были правы, и многие критики хвалили сериал за его комедийный и драматический тон; первый сезон закончился 19 сентября.
24 апреля 2020 года Sky выпустил трейлер второго сезона, подтвердив, что он начнёт транслироваться 7 мая того же года. Было подтверждено, что шесть эпизодов также станут доступными для трансляции через NOW TV с даты премьеры, хотя официально будут транслироваться еженедельно через Sky. До начала трансляции 2-го сезона Sky возобновил показ сериала для расширенного третьего сезона, состоящего из восьми эпизодов; предполагаемая дата выхода не разглашалась.

### Кастинг
После того, как Гилган был объявлен ведущим актёром сериала, Мишель Киган, Дэмиен Молони, Том Хэнсон, Аарон Хеффернан, Райан Сэмпсон и Парт Такерар присоединились к актёрскому составу в главных ролях. Среди персонажей Винсент «Винни» О’Нил (Гилган), Эрин Крофт (Киган), Дилан (Молони), «Карди» (Хансон), Эш (Хеффернан), Томмо (Сэмпсон) и Джей Джей (Такерар), в то время как Доминик Уэст и Брона Галлахер также играли вспомогательные роли на протяжении всего сериала, в главных ролях доктор Крис Кокс и Кэрол соответственно.
Во 2-м сезоне Клод Скотт-Митчелл присоединилась к актёрскому составу в роли Сары, нового романтического интереса для персонажа Молони. Все актёры 1-го сезона повторили свои роли, а звезда «Холодных ступень» Джон Томсон и Билл Патерсон также присоединились к актёрскому составу в качестве новичков. Уэст также повторил свою роль, теперь изображая более важного персонажа.

### Съёмки

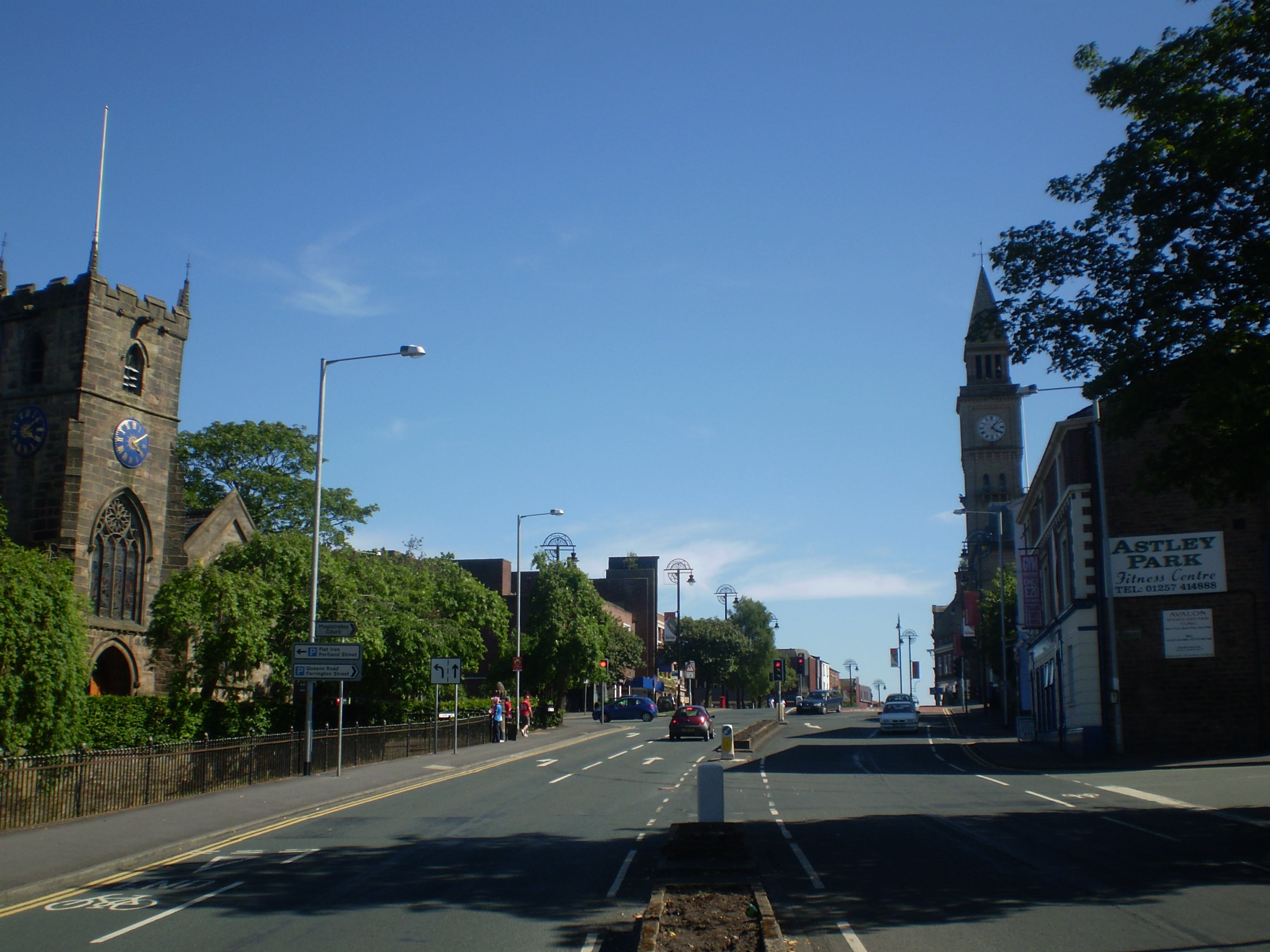
Действие сериала разворачивается в родном городе Джозефа Гилгана — Чорли.

Что касается обстановки, менеджер по локации Джонатан Дэвис заявил: "Нам дали сценарии, и некоторые из нас встретились с Джо Гилганом, чтобы обсудить ощущения и внешний вид шоу и обсудить, в каком направлении двигаться. Это очень совместный процесс создания мира, который соответствует сюжету и сценарию. Люди хотят почувствовать, что их переносят в реальный мир «Голяка».
Первые две серии «Голяка» были сняты в ланкаширском городке Бакуп. Съёмки первой серии начались в сентябре 2018 года, когда фанат написал в Twitter: «Как будто Мишель Киган снимается в Бакуп, любите её». Место съёмок удивило местных жителей, так как не многие были проинформированы о съёмках программы там и о том, кем были актёры, а один местный житель заявил: «Там было довольно много людей, включая меня, которые смотрели, и это вызывало несколько проблем с движением, поскольку люди продолжали останавливаться. Мишель Киган была там в окружении охранников, и там был фургон „Мерседес“, готовый забрать её, когда она закончит». Дальнейшие места съёмок включали некоторые сцены, снятые в Болтоне, сцены паба «Crows Nest» сняты в пабе «The Star and Garter» недалеко от манчестерского вокзала Пикадилли, в то время как примечательная вступительная сцена первого эпизода с автомобильной погоней была снята в Западном Йоркшире. Сцены путешествия на яхте снимали в море у Лландидно, а момент отплытия в порту города.
В день премьеры программы Гилган сообщил, что съёмки второго сезона уже начались до выхода в эфир первого, причём у них якобы было ранее конфиденциальное соглашение со Sky за несколько недель до этого. Съёмки продолжались всю осень 2019 года, при этом сохранялись все предыдущие места съёмок 1-го сезона, а локации также расширялись по всему северо-западу Англии.
Гилган рассказал в интервью, что актёры и съёмочная группа вызвали споры во время съёмок, когда их «выгнали» из цирка после одного съёмочного дня, в результате чего съёмочной группе пришлось снимать оставшиеся сцены на автостоянке; позже Гилган заявил, что цирк не знал о количестве актёров и работников съёмочной группы, которых собирались привезти.

### Маркетинг
Трейлер первого сезона был выпущен Sky One 13 августа 2019 года, который включал небольшие клипы, содержащие комедийные сцены из различных эпизодов, и подтвердил дату его выхода 22 августа; этот трейлер непрерывно демонстрировался на всех платформах Sky за несколько дней до его премьеры.
24 апреля 2020 года Sky начал показывать трейлер второго сезона, ещё раз кратко показав клипы к новому сезону и подтвердив дату его премьеры 7 мая.

## Релиз

### Трансляция
«Голяк» дебютировал на телевидении в Соединенном Королевстве 22 августа 2019 года; все эпизоды были доступны для трансляции по запросу с даты премьеры, хотя транслировались еженедельно Sky One.
На международном уровне программа транслировалась во Франции с 16 сентября; в Испании с 24 сентября через интернет-трансляцию; в Германии с 1 января 2020 года через интернет-трансляцию; в Австралии с 25 февраля 2020 года, Канаде, России и Соединенных Штатах.
Съемки третьего сезона начались в конце 2020 года в Манчестере и его окрестностях.

### Домашние медиаустройства
Все эпизоды доступны для просмотра через приложения Sky Go и Amazon Prime Video. Весь комплект также доступен на NOW TV и Virgin Media в Соединенном Королевстве. 31 июля 2020 года все эпизоды стали доступны в США через Hulu.
27 августа 2019 года было объявлено, что весь первый сезон выйдет на DVD 30 сентября.

## Приём

### Критика
Люси Мэнган из The Guardian, рецензируя сериал, дала ему четыре звезды из пяти, сказав: «Это весёлый, тёплый, жестокий меланж, который работает, потому что в нём есть сердце без сентиментальности и подлинность без напряжения».
Создателя и ведущего актёра Джозефа Гилгана похвалили за его исполнение роли Винни О’Нила, а сайт-агрегатор обзоров Rotten Tomatoes прокомментировал: «Джозеф Гилган удивительно выразителен в роли Винни, его изменчивые черты лица постоянно сжимаются вместе и раздвигаются, как верхняя часть сумки на шнурке».

### Номинации и награды
| Год  | Награда                                     | Категория                           | Номинация        | Результат | Примечания |
| ---- | ------------------------------------------- | ----------------------------------- | ---------------- | --------- | ---------- |
| 2020 | Writers' Guild of Great Britain Awards      | Лучшая ситуационная комедия на ТВ   | Дэнни Броклхерст | Победа    | [ 20 ]     |
| 2020 | Broadcasting Press Guild Awards             | Лучшая комедия                      | Голяк            | Номинация | [ 21 ]     |
| 2020 | TV Choice Awards                            | Лучшая комедия                      | Голяк            | Номинация |            |
| 2021 | RTS Programme Awards                        | Комедийный сериал                   | Голяк            | Номинация | [ 22 ]     |
| 2021 | British Academy of Film and Television Arts | Мужская роль в комедийной программе | Джозеф Гилган    | Номинация | [ 23 ]     |